# 南非咖哩麵包
南非咖哩麵包（英語：Bunny chow）是一種流行於南非的食品，由中間挖空的麵包加入咖哩製成。